# 人民大礼堂

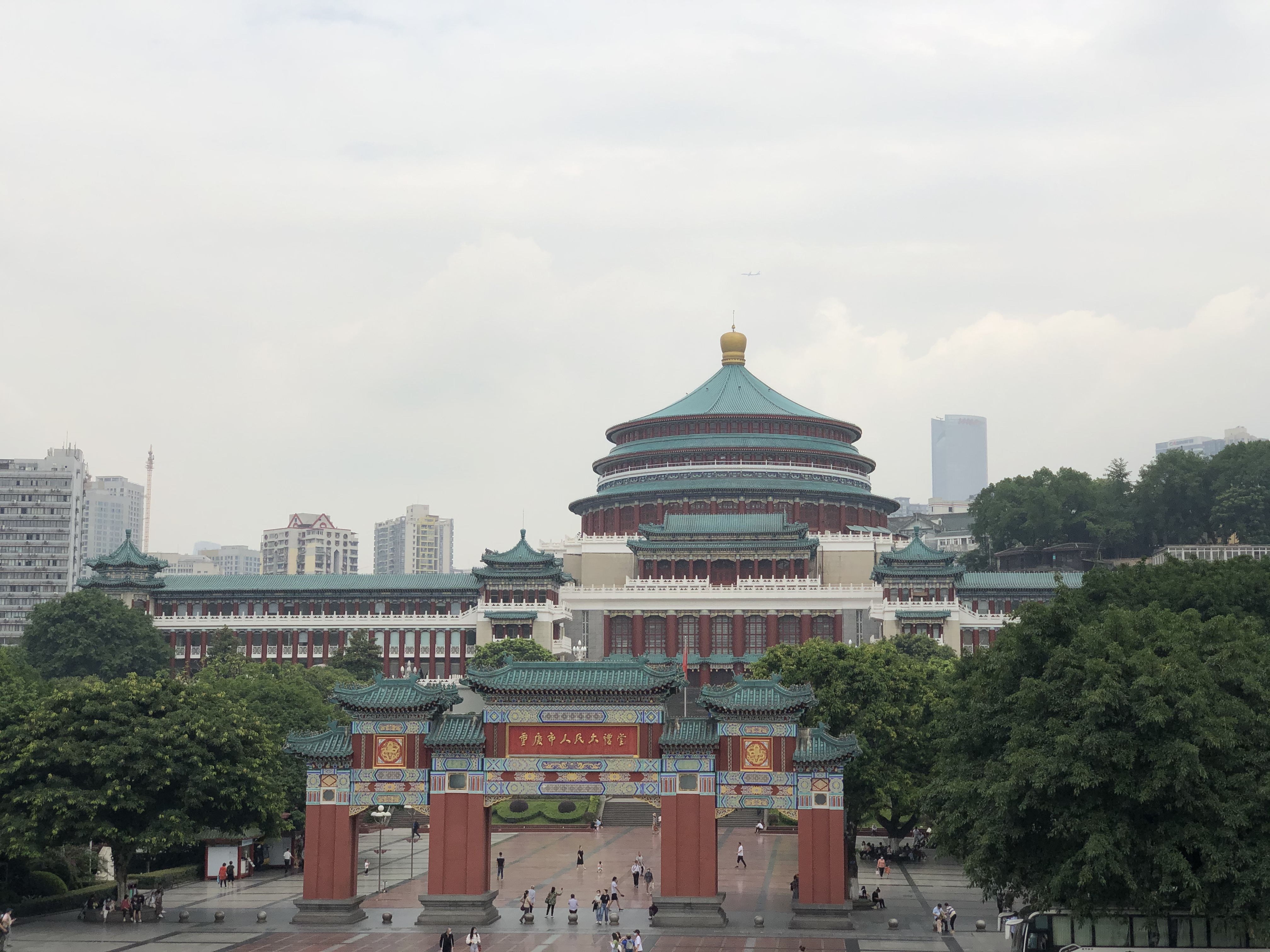
重慶中国三峡博物館に近い人民広場から見た人民大礼堂

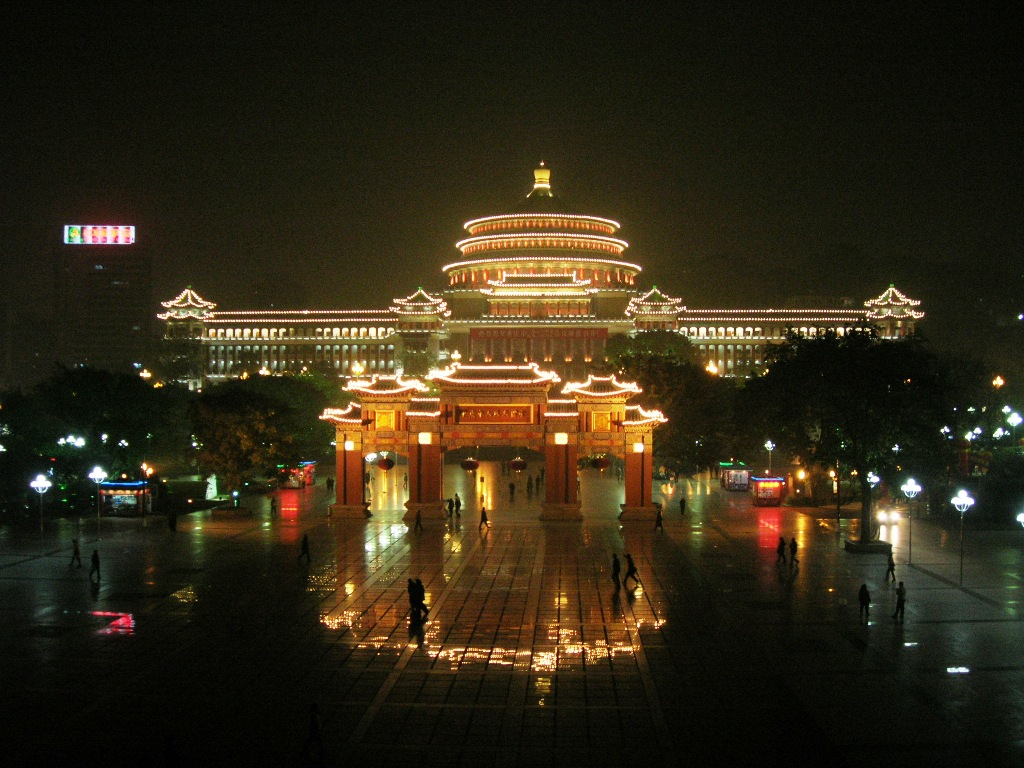
夜の人民大礼堂

重慶市人民大礼堂（じゅうけいしじんみんだいれいどう、中国語: 重庆市人民大礼堂) は、中国、重慶市の中心部にある、政治、文化行事に使用される建物である。

## 解説
渝中区に位置し、重慶のシンボルとなる建築の1つである。外観は北京の天壇に似ている。
人民大礼堂の建設は、当時、初代中国共産党西南局書記を務めていた鄧小平が推し進め、1951年6月にはじまり、1954年4月に完成した。建物は大ホールのほかに、東、南、北にある3つの小さな部分でわかれる。総面積は66,000 m2。大ホールは18,500 m2。高さは65m。丸いドーム状の屋根の高さは55m、内部直径は46.33mである。大ホールは5層の観客席に囲まれており、4,200人を収容できる。建物は柱や翼を含め対称となっている。
建物は前にある人民広場からも見ることができる。広場の反対側は重慶中国三峡博物館となっている。現在は重慶市人民代表大会（市議会）のほか、重慶市政治協商会議の会合に使用されている。

## ギャラリー
- 全景
- 内観